# Couro cabeludo
O couro cabeludo não se limita à pele da qual surgem os cabelos no topo da cabeça. Em Anatomia, considera-se que ele é composto por cinco camadas, desde os cabelos e a pele que o origina até estruturas profundas.
Um sinônimo para couro cabeludo é "escalpo", do qual provém o termo "escalpelamento".

## Localização e estratigrafia
O couro cabelo se dispõe sobre o neurocrânio, desde as linhas nucais superiores do osso occipital até as margens supraorbitais do osso frontal. Conforme Gray, ainda se projeta para baixo, rumo ao arco zigomático e meato acústico externo.
Entre as cinco camadas que o compõem, as três mais superficiais são bastante finas e se movimentam juntas, como se fossem um estrato único. Essa movimentação acontece, por exemplo, quando enrugamos a fronte (testa).
A camada mais superficial do couro cabeludo é a pele. A pele do couro cabeludo é rica em glândulas sudoríparas e sebáceas. Também apresenta muitos folículos pilosos, nos quais se formam os cabelos. Abundantes vasos sanguíneos promovem a irrigação da pele do couro cabeludo, a drenagem linfática e venosa são igualmente consideráveis.
Abaixo da pele, encontra-se a tela subcutânea. Na região do couro cabeludo, é grossa, fibrosa e muitíssimo vascularizada, a tal ponto que Gray a descreve como a região do corpo com maior suprimento sanguíneo cutâneo. Apresenta também um suprimento farto de nervos cutâneos.
Rebatendo-se a tela subcutânea, pode ser observada a aponeurose do músculo occipitofrontal. Esse músculo é do tipo digástrico, ou seja, suas fibras musculares são divididas em duas porções, denominadas ventres; além de que os músculos classificados como digástricos têm seus ventres separados um do outro por um tendão comum a ambos. No entanto, como o músculo occipitofrontal também apresenta as características de um músculo plano, seus ventres musculares e seu tendão são achatados, de modo que o tendão chato recebe até um nome especial (aponeurose). No caso do músculo occipitofrontal, tem nome próprio: aponeurose epicrânia. Pontanto, a aponeurose epicrânia (antigamente denominada gálea aponeurótica) é a terceira camada do escalpo. 
Em seguida, profundamente à aponeurose epicrânia, visualiza-se uma camada esponjosa de tecido conjuntivo frouxo. É sobre ela que ocorre o deslizamento do couro cabeludo propriamente dito (formado pelas três camadas mais superficiais, isto é, pele, tela subcutânea e aponeurose epicrânia). De acordo com Moore, diante de lesões ou infecções, os espaços potenciais desta camada podem se encher de líquido e sofrer distensão.
Por fim, encontra-se a camada mais profunda, denominada pericrânio. Nada mais é que o periósteo responsável por revestir externamente o neurocrânio. Pode ser arrancado facilmente em pessoas vivas, exceto nas regiões em que se adere ao tecido conjuntivo fibroso das suturas cranianas.

## Problemas relacionados

### Cistos sebáceos
Em conformidade com Gray, o couro é o local em que mais comumente são encontrados cistos sebáceos, o que se relaciona à abundância de glândulas sebáceas em sua pele.

### Escalpelamento
Caso os cabelos fiquem presos em uma máquina, o couro cabeludo pode ser arrancado (em termos técnicos, sofre avulsão traumática). Essa realidade, infelizmente, é comum no Pará, onde mulheres e meninas têm frequentemente seus cabelos tracionados por motores expostos, enquanto elas se encontravam em embarcações de pequeno porte.
De acordo com Gray, há intenso e persistente sangramento quando o couro cabeludo é lacerado, devido ao fato de que as fibras elásticas da aponeurose epicraniana impedem que os vasos sanguíneos lesados se retraiam.

### Lesões
Os ferimentos neste local devem necessariamente ser suturados para evitar a formação de hematomas. Os ferimentos contusos apresentam grandes hematomas, e muitos recém-nascidos nascem com bossa, ou seja, hematomas abaixo do couro cabeludo e acima da calota craniana que dão ao recém nascido a aparência de um projétil, com a cabeça pontuda.[carece de fontes?]